# Joseph Pavelski
Joseph James Pavelski, dit Joe Pavelski, (né le 11 juillet 1984 à Stevens Point, dans l'État du Wisconsin aux États-Unis) est un joueur professionnel américain de hockey sur glace. Il évolue au poste d'attaquant.

## Biographie
Joe Pavelski est le fils de Sandy et Mike Pavelski. Sa famille est d'origine polonaise. Il est le copropriétaire des Jets de Janesville de la North American Hockey League. Son frère Scott joue également au hockey sur glace.

### Carrière de joueur
En 2002, il débute avec les Black Hawks de Waterloo dans l'USHL. Il est choisi au septième tour en deux-cent-cinquième position par les Sharks de San José lors du repêchage d'entrée dans la LNH 2003. Les Black Hawks remportent la Coupe Clark 2004 puis Pavelski rejoint les Badgers du Wisconsin dans la Western Collegiate Hockey Association. Il aide l'équipe de l'Université du Wisconsin à remporter le championnat NCAA en 2006. Il est le meilleur pointeur des Badgers au cours de ses deux saisons avec l'équipe. Il passe professionnel en 2006 avec les Sharks de Worcester, club-école des Sharks de San José dans la Ligue américaine de hockey. Le 22 novembre 2006, il joue son premier match dans la Ligue nationale de hockey avec les Sharks. Il marque alors son premier but face aux Kings de Los Angeles. Il porte les couleurs du  Dinamo Minsk dans la KHL durant le lock-out 2012-2013 de la LNH.
Le 10 avril 2023, Pavelski atteint le plateau des 1 000 points en carrière. Il devient le 97e joueur de la LNH à faire partie de ce club, tout juste après Claude Giroux qui réussit le même exploit la même soirée.

### Carrière internationale

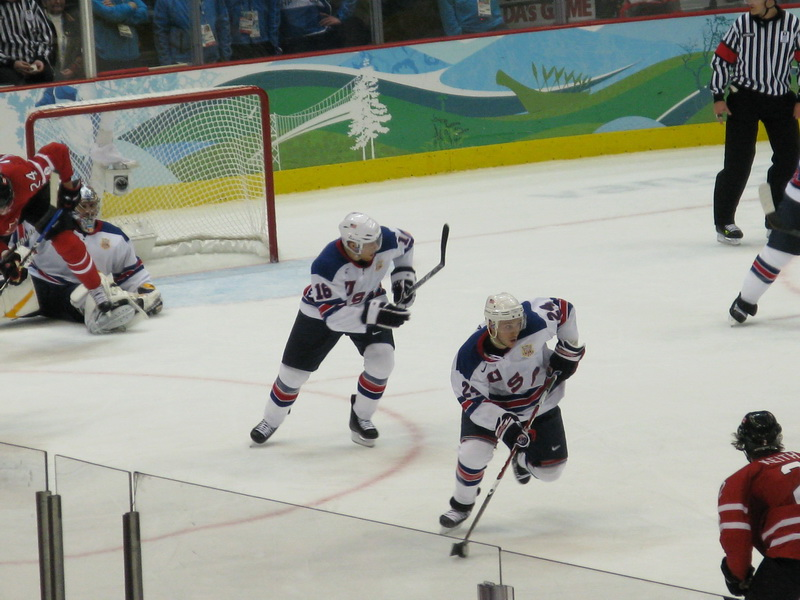
Joe Pavelski et Ryan Callahan aux Jeux olympiques de 2010.

Il représente les États-Unis au niveau international. Pavelski est choisi pour faire partie de l'équipe américaine qui participe aux Jeux olympiques d'hiver de Vancouver en février 2010. Les Américains remportent la poule A devant le Canada. Pavelski sert trois assistances durant l'épreuve dont deux face à la Norvège. Un doublé de Zach Parisé et un blanchissage Ryan Miller permettent aux Américains d'éliminer la Suisse en quart de finale. Ils éliminent la Finlande 6-1 en demi-finale avec une assistance de Pavelski sur un but d'Erik Johnson. Lors du match pour la médaille d'or, les États-Unis menés 2-0 sur des buts de Jonathan Toews et Corey Perry reviennent au score par Ryan Kesler et Zach Parisé. Sidney Crosby donne le titre aux Canadiens durant la prolongation.
Pavelski revient dans la LNH avec une médaille d'argent.

## Statistiques

### En club
| Saison     | Équipe                  | Ligue      |       | Saison régulière | Saison régulière | Saison régulière | Saison régulière | Saison régulière |    | Séries éliminatoires | Séries éliminatoires | Séries éliminatoires | Séries éliminatoires | Séries éliminatoires |
| Saison     | Équipe                  | Ligue      | PJ    | B                | A                | Pts              | Pun              | PJ               | B  | A                    | Pts                  | Pun                  |                      |                      |
| 2002-2003  | Black Hawks de Waterloo | USHL       | 60    | 36               | 33               | 69               | 32               | 7                | 5  | 7                    | 12                   | 8                    |                      |                      |
| 2003-2004  | Black Hawks de Waterloo | USHL       | 54    | 21               | 31               | 52               | 58               | 10               | 5  | 4                    | 9                    | 10                   |                      |                      |
| 2004-2005  | Université du Wisconsin | NCAA       | 41    | 16               | 29               | 45               | 26               | -                | -  | -                    | -                    | -                    |                      |                      |
| 2005-2006  | Université du Wisconsin | NCAA       | 43    | 23               | 33               | 56               | 34               | -                | -  | -                    | -                    | -                    |                      |                      |
| 2006-2007  | Sharks de Worcester     | LAH        | 16    | 8                | 18               | 26               | 8                | -                | -  | -                    | -                    | -                    |                      |                      |
| 2006-2007  | Sharks de San José      | LNH        | 46    | 14               | 14               | 28               | 18               | 6                | 1  | 0                    | 1                    | 0                    |                      |                      |
| 2007-2008  | Sharks de San José      | LNH        | 82    | 19               | 21               | 40               | 28               | 13               | 5  | 4                    | 9                    | 0                    |                      |                      |
| 2008-2009  | Sharks de San José      | LNH        | 80    | 25               | 34               | 59               | 46               | 6                | 0  | 1                    | 1                    | 9                    |                      |                      |
| 2009-2010  | Sharks de San José      | LNH        | 67    | 25               | 26               | 51               | 26               | 15               | 9  | 8                    | 17                   | 6                    |                      |                      |
| 2010-2011  | Sharks de San José      | LNH        | 74    | 20               | 46               | 66               | 24               | 18               | 5  | 5                    | 10                   | 10                   |                      |                      |
| 2011-2012  | Sharks de San José      | LNH        | 82    | 31               | 30               | 61               | 31               | 5                | 0  | 0                    | 0                    | 5                    |                      |                      |
| 2012-2013  | Dinamo Minsk            | KHL        | 17    | 7                | 8                | 15               | 10               | -                | -  | -                    | -                    | -                    |                      |                      |
| 2012-2013  | Sharks de San José      | LNH        | 48    | 16               | 15               | 31               | 10               | 11               | 4  | 8                    | 12                   | 0                    |                      |                      |
| 2013-2014  | Sharks de San José      | LNH        | 82    | 41               | 38               | 79               | 32               | 7                | 2  | 4                    | 6                    | 2                    |                      |                      |
| 2014-2015  | Sharks de San José      | LNH        | 82    | 37               | 33               | 70               | 29               | -                | -  | -                    | -                    | -                    |                      |                      |
| 2015-2016  | Sharks de San José      | LNH        | 82    | 38               | 40               | 78               | 30               | 24               | 14 | 9                    | 23                   | 4                    |                      |                      |
| 2016-2017  | Sharks de San José      | LNH        | 81    | 29               | 39               | 68               | 34               | 6                | 2  | 2                    | 4                    | 0                    |                      |                      |
| 2017-2018  | Sharks de San José      | LNH        | 82    | 22               | 44               | 66               | 41               | 10               | 2  | 6                    | 8                    | 8                    |                      |                      |
| 2018-2019  | Sharks de San José      | LNH        | 75    | 38               | 26               | 64               | 22               | 13               | 4  | 5                    | 9                    | 4                    |                      |                      |
| 2019-2020  | Stars de Dallas         | LNH        | 67    | 14               | 17               | 31               | 29               | 27               | 13 | 6                    | 19                   | 30                   |                      |                      |
| 2020-2021  | Stars de Dallas         | LNH        | 56    | 25               | 26               | 51               | 16               | -                | -  | -                    | -                    | -                    |                      |                      |
| 2021-2022  | Stars de Dallas         | LNH        | 82    | 27               | 54               | 81               | 14               | 7                | 3  | 3                    | 6                    | 2                    |                      |                      |
| 2022-2023  | Stars de Dallas         | LNH        | 82    | 28               | 49               | 77               | 8                | 14               | 9  | 5                    | 14                   | 2                    |                      |                      |
| 2023-2024  | Stars de Dallas         | LNH        | 82    | 27               | 40               | 67               | 20               | 19               | 1  | 3                    | 4                    | 2                    |                      |                      |
| Totaux LNH | Totaux LNH              | Totaux LNH | 1 332 | 476              | 592              | 1 068            | 458              | 201              | 74 | 69                   | 143                  | 84                   |                      |                      |

### En équipe nationale
| Année | Équipe     | Compétition          |   | PJ | B | A | Pts | Pun | +/-               |  | Résultat |
| 2009  | États-Unis | Championnat du monde | 5 | 1  | 1 | 2 | 0   | +1  | 4e place          |  |          |
| 2010  | États-Unis | Jeux olympiques      | 6 | 0  | 3 | 3 | 4   | +2  | Médaille d'argent |  |          |
| 2014  | États-Unis | Jeux olympiques      | 6 | 1  | 4 | 5 | 0   | +1  | 4e place          |  |          |
| 2016  | États-Unis | Coupe du monde       | 3 | 1  | 1 | 2 | 0   | -1  | 7e place          |  |          |

## Trophées et honneurs personnels

### USHL
- 2002-2003 : 
  - nommé recrue de la saison
  - nommé dans l'équipe des recrues
  - nommé dans la première équipe d'étoiles
  - meilleur buteur

### USA Hockey
- 2003-2004 : nommé meilleur junior de la saison

### WCHA
- 2005-2006 : sélectionné dans la deuxième équipe d'étoiles

### NCAA
- 2005-2006 : sélectionné dans la deuxième équipe d'étoiles de l'Ouest

### LNH
- 2013-2014 : sélectionné dans la seconde équipe d'étoiles de la LNH
- 2015-2016 : participe au 61e Match des étoiles de la LNH (1)
- 2016-2017 : participe au 62e Match des étoiles de la LNH (2)
- 2018-2019 : participe au 64e Match des étoiles de la LNH (3)
- 2021-2022 : participe au 66e Match des étoiles de la LNH (4)